# Mortiis
Mortiis – norweska grupa muzyczna wykonująca rock industrialny. Powstała w 1992 roku jako solowy projekt Håvarda Ellefsena pseudonim Mortiis. W początkowym okresie działalności muzyka projektu oscylowała na pograniczu gatunków ambient i darkwave.

## Muzycy
| Obecny skład zespołu - Håvard "Mortiis" Ellefsen - śpiew, gitara, gitara basowa, keyboard, programowanie (od 1992) - Levi "Levi Gawron" Gawrock Trøite - gitara, gitara basowa, programowanie (od 2003) - Chris Kling - perkusja (od 2010) - Åge "Ogee" Trøite - gitara (od 2010) Muzycy koncertowi - Jostein "Pendragon" Thomassen - gitara (2003) - Magnus Abelsen - gitara - Chris Kling - perkusja (2009-2010) |  | Byli członkowie zespołu - Åge Michael Trøite - gitara, gitara basowa - Svein "Leo Troy" Tråserud - perkusja (2001-2007) - Anund "Mortal" Grini - gitara (2001-2002) - Åsmund Sveinunggard - gitara (2003-2005) - Joe Letz - perkusja (2008-2010) |

## Dyskografia
| Albumy studyjne - Født til å Herske (1993, Malicious Records) - Ånden Som Gjorde Opprør (1994, Cold Meat Industry) - Keiser av en Dimension Ukjent (1995, Cold Meat Industry) - Crypt of the Wizard (1996, Dark Dungeon Music) - The Stargate (1999, Earache Records) - The Smell of Rain (2001, Earache Records) - The Grudge (2004, Earache Records) - Perfectly Defect (2010, Omnipresence Productions) - The Great Deceiver (2016, Omnipresence Productions) |  | Minialbumy - Ferden og kallet (1996, Dark Dungeon Music) - En sirkel av kosmisk kaos (1996, Dark Dungeon Music) - Vandreren's Sang (1996, Dark Dungeon Music) - Stjernefødt (1996, Dark Dungeon Music) - I mørket drømmende (1996, Dark Dungeon Music) Kompilacje - Some Kind of Heroin (2007, Earache Records) |

## Wideografia
- Reisene til grotter og ødemarker (1996, VHS, Cold Meat Industry)
- Soul in a Hole (2005, DVD, Earache Records)